# Arca Santa
Die Arca Santa („Heilige Arche“) ist ein Reliquienschrein, der eine große Anzahl von Reliquien enthält, denen in der römisch-katholischen Kirche große Bedeutung zugemessen wird. Der Behälter selbst ist ein bedeutendes Kunstwerk der Romanik.

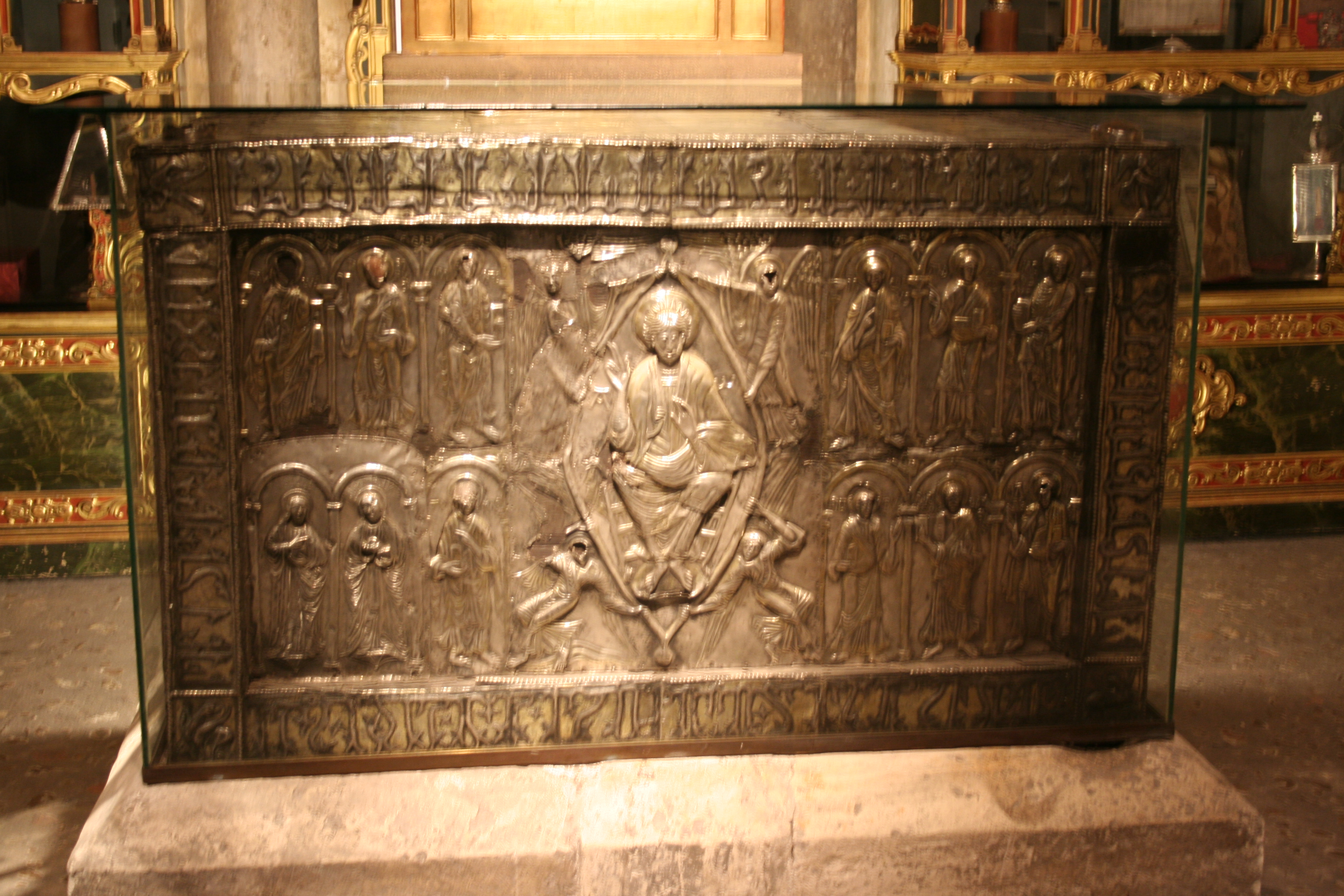
Arca Santa

## Verwahrung
Die Arca Santa wird in der Cámara Santa, einem Nebengebäude der Kathedrale von Oviedo in Spanien, verwahrt und ausgestellt. Nach dem Wiederaufbau der Cámera Santa nach dem Bombenanschlag im asturischen Bergarbeiterstreik 1934 wurde die Arca Santa dort als Altar im Sanktuarium aufgestellt.

## Reliquien
Die Arca Santa bewahrte nach den Angaben einer umfangreichen Inschrift, die die Kreuzigungsszene auf dem Deckel rahmt, zahlreiche hoch bedeutende Reliquien, darunter:
- das Heilige Grabtuch (Santo Sudario),
- Dornen, die aus der Dornenkrone Christi stammen sollen,
- Splitter, die vom Heiligen Kreuz stammen sollen,
- Fragmente, die aus dem Grab Christi stammen sollen,
- Teile, die von dem Gewnd Christi stammen sollen, um das die Soldaten würfelten,
- Teile, die von einem Gewand Mariens stammen sollen,
- ein Stück Brot, das vom letzten Abendmahl stammen soll,
- Milch, die von Maria stammen soll,

alles Zeugnisse der Menschwerdung Gottes in Christus.
Weiter enthielt der Schrein Reliquien der Apostel Simon Petrus, Paulus und Bartholomäus sowie von Propheten und Märtyrern.

## Geschichte

### Legenden
Der Legende nach habe es sich ursprünglich um eine Kiste aus Zedernholz gehandelt, in der Reliquien von Jesus und Maria aufbewahrt wurden. Die Arca Santa soll zusammen mit den Reliquien 614, nach dem Einfall der Perser in Palästina, durch einen Presbyter Philippus von Jerusalem zunächst nach Alexandria evakuiert worden sein. Als die Perser weiter vorrückten, hatten das zur Folge, dass die Arca Santa schon 616 über Nordafrika nach Spanien gebracht worden sei. Isidor von Sevilla sei es gelungen, den Schrein mitzunehmen, als er zum Bischof von Toledo ernannt wurde (was er allerdings nie gewesen ist). Dort sei die ursprüngliche Arca Santa in der ersten Hälfte des achten Jahrhunderts durch eine neue Eichenkiste ersetzt worden. Während der moslemischen Invasion in dieser Zeit sei sie 80 Jahre lang in der Höhle von Santo Toribio versteckt gewesen. Schließlich wurde sie zwischen 812 und 842 von König Alfons II. von Asturien in seine damalige Hauptstadt Oviedo verfügt.
König Alfons VI. von Asturien-León soll ein Verzeichnis der in der Kiste verwahrten Reliquien haben anfertigen lassen und seine Tochter, Königin Urraca von León, soll 1113 den kunstvollen Überzug aus Silberblech spendiert haben.

### Fakten
Die Arca Santa soll um 1075 geschaffen worden sein und wurde von König Alfons VI. von Asturien-León und seiner Schwester Urraca von Zamora der Kathedrale von Oviedo geschenkt. Die Quelle dieser Information ist die – beschädigte – Inschrift auf der Arca Santa, die einen „König Alfons“ nennt und eine an anderer Stelle erhaltene Nachricht, dass König Alfons VI. und seine Schwester bei einer feierlichen Präsentation der Reliquien 1075 anwesend waren. Wenn man dieser Konstruktion misstraut, kommt auch Alfons VII. als der in der Inschrift genannte König in Betracht, womit die Arca Santa in die erste Hälfte des 12. Jahrhunderts datierte.
Die Bedeutung der hier verwahrten Reliquien war im Mittelalter so groß, dass die Pilger, die auf dem Jakobsweg unterwegs waren, trotz der Schwierigkeiten, das kantabrische Gebirge zu überqueren, den Umweg auf sich nahmen, um nach Oviedo zu kommen. Dabei waren aber immer die verwahrten Reliquien Ziel der Verehrung. Die Arca Santa war nur der Behälter dafür.
Bei der Sprengung der Cámera Santa im asturische Bergarbeiterstreik 1934 wurde auch die Frontpartie der Arca Santa beschädigt.

## Kunsthistorische Einordnung
Die gravierten Silberplatten des Deckels zeigen eine Kreuzigungsszene, darüber Engel und unten die Schächer. Die Vorderseite zeigt das Jüngste Gericht: Christus in einer Mandorla umschwebt von vier Engeln und in vier Dreiergruppen die Apostel. Die Seiten zeigen auf der einen Seite Szenen aus dem Leben der Eltern Mariens und der ersten Lebenstage Jesu und auf der anderen Seite Himmelfahrt und die Apostel. Die Darstellungen sind mit Bändern kufischer Schrift gerahmt die den Text in arabischer Sprache wiedergeben. Die Zeichnung der Figuren steht mozarabischen Miniaturen nahe.
Die Arca Santa vereinigt in sich unterschiedliche Kunstströmungen des 11. Jahrhunderts, byzantinische, deutsche und mozarabische. Dazu zählen Verwandtschaft zu den Figuren an der Bernwardstür des Hildesheimer Doms und kufische Schriftbänder. Die Arca Santa ist stilistisch sicher als nordspanisch oder südfranzösisch einzuordnen. Der Schrein ist darüber hinaus so „modern“, dass er „die Vollendung der französischen Skulptur des 12. Jahrhunderts“ vorausnimmt. Das wird auch an der gekreuzten Beinstellung zahlreicher der Figuren festgemacht.